# Сиворогівська сільська рада
Сиворо́гівська сільська́ ра́да — адміністративно-територіальна одиниця та орган місцевого самоврядування в Дунаєвецькому районі Хмельницької області. Адміністративний центр — село Сивороги.

## Загальні відомості
Сиворогівська сільська рада утворена в 1922 році.
- Територія ради: 19,893 км²
- Населення ради: 632 особи (станом на 2001 рік)

## Населені пункти
Сільській раді підпорядковані населені пункти:
- с. Сивороги
- с. Соснівка

## Склад ради
Рада складається з 12 депутатів та голови.
- Голова ради: Поплавський Валерій Михайлович
- Секретар ради: Юськова Валентина Павлівна

### Керівний склад попередніх скликань
| Прізвище, ім'я, по батькові    | Основні відомості                                                               | Дата обрання | Дата звільнення |
| ------------------------------ | ------------------------------------------------------------------------------- | ------------ | --------------- |
| Матвеєва Міла Іванівна         | Сільський голова, 1975 року народження, позапартійна                            | 26.03.2006   | 01.08.2008      |
| Поплавський Валерій Михайлович | Сільський голова, 1964 року народження, освіта середня спеціальна, безпартійний | 15.03.2009   | 31.10.2010      |
| Поплавський Валерій Михайлович | Сільський голова, 1964 року народження, освіта середня спеціальна, безпартійний | 31.10.2010   |                 |

Примітка: таблиця складена за даними сайту Верховної Ради України

### Депутати
За результатами місцевих виборів 2010 року депутатами ради стали:

#### За суб'єктами висування
| Суб'єкт висування | Кількість обраних депутатів | %   |
| ----------------- | --------------------------- | --- |
| Самовисування     | 12                          | 100 |

#### За округами
| № округу | Прізвище, ім'я, по батькові      | Дата визнання обраним | Освіта             | Партійна приналежність | Відомості про обраного депутата                 |
| -------- | -------------------------------- | --------------------- | ------------------ | ---------------------- | ----------------------------------------------- |
| 1        | Безверха Надія Анатоліївна       | 03.11.2010            | середня            | позапартійна           | тимчасово не працює                             |
| 2        | Гулей Ольга Іванівна             | 03.11.2010            | середня            | позапартійна           | дитячий садок с. Сивороги, кухар                |
| 3        | Решетюк Микола Михайлович        | 03.11.2010            | середня спеціальна | позапартійний          | Дунаєвецьке лісництво, майстер лісу             |
| 4        | Решетюк Григорій Степанович      | 03.11.2010            | середня            | позапартійний          | пенсіонер                                       |
| 5        | Юськова Валентина Павлівна       | 03.11.2010            | вища               | позапартійна           | Сиворогівська сільська рада, секретар ради      |
| 6        | Решетюк В'ячеслав Михайлович     | 03.11.2010            | середня            | позапартійний          | пенсіонер                                       |
| 7        | Заболотна Надія Василівна        | 03.11.2010            | вища               | позапартійна           | пенсіонер                                       |
| 8        | Пантелімонов Василь Миколайович  | 03.11.2010            | середня            | позапартійний          | ТОВ "Верест ", охоронець                        |
| 9        | Козловська Броніслава Мар'янівна | 03.11.2010            | середня            | позапартійна           | тимчасово не працює                             |
| 10       | Заболотний Василь Олександрович  | 03.11.2010            | середня            | позапартійний          | ТОВ "Верест ", терміст                          |
| 11       | Пантелімонова Людмила Михайлівна | 03.11.2010            | середня спеціальна | позапартійна           | Сиворогівська сільська рада, головний бухгалтер |
| 12       | Крисько Павло Валерійович        | 03.11.2010            | середня            | позапартійний          | тимчасово не працює                             |